# Oligolepis
Oligolepis és un gènere de peixos de la família dels gòbids i de l'ordre dels perciformes.

## Taxonomia
- Oligolepis acutipennis (Valenciennes, 1837)[2]
- Oligolepis cylindriceps (Hora, 1923)[3]
- Oligolepis jaarmani (Weber, 1913)[4]
- Oligolepis keiensis (Smith, 1938)[5]
- Oligolepis stomias (Smith, 1941)[6][7][8][9][10][11][12]